# Ostfriedhof (Aachen)

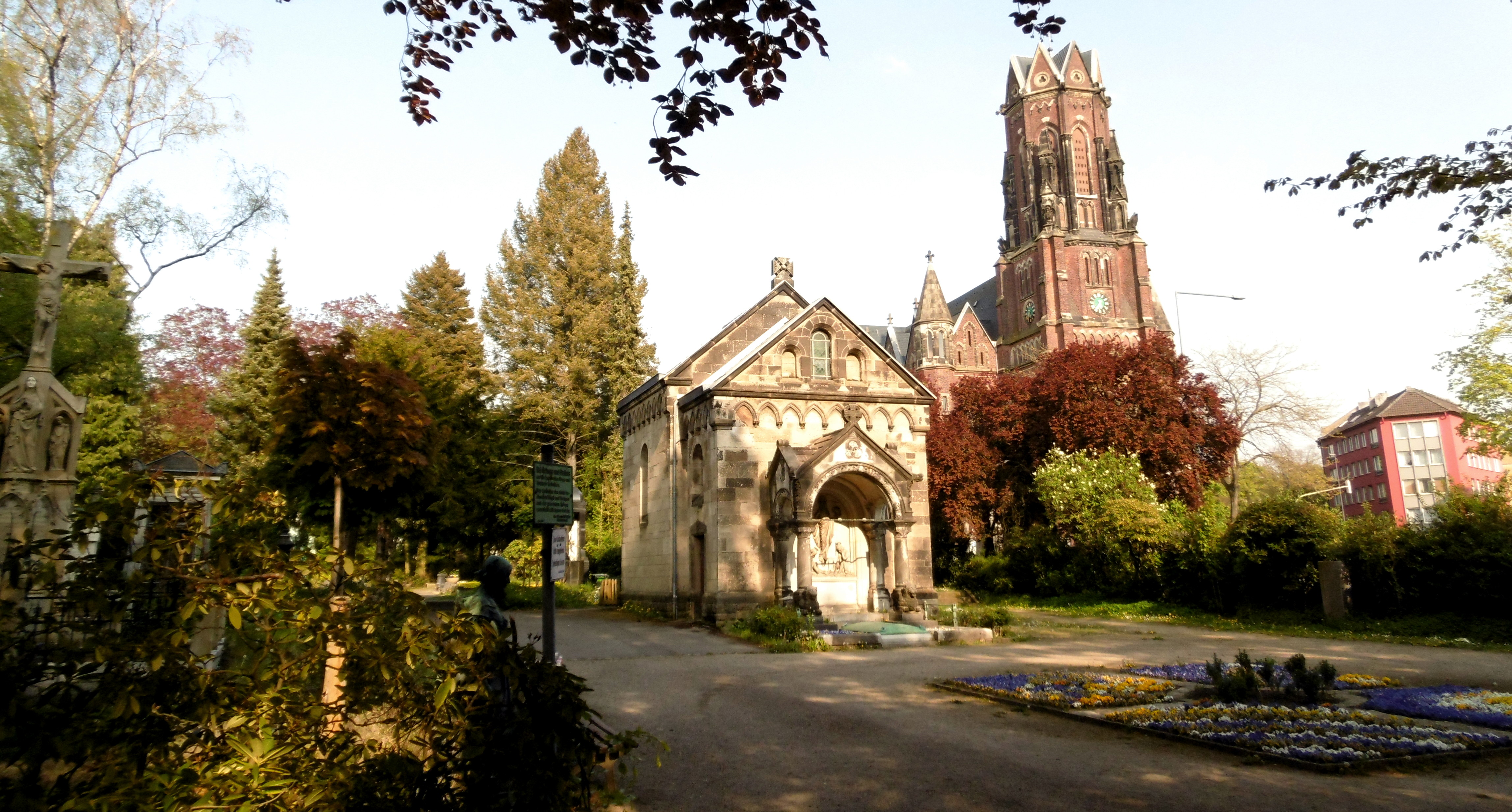
Eingangsbereich Ostfriedhof mit Mausoleum und der Grabeskirche St. Josef im Hintergrund

Der Aachener Ostfriedhof ist der älteste Friedhof in der Neueren Geschichte der Stadt Aachen, der 1803 auf Veranlassung der französischen Munizipalitätsregierung errichtet worden war. Er befindet sich im Osten des Stadtgebietes und gehört geografisch zum Nordviertel. Der Ostfriedhof wurde am 6. Dezember 1988 als eines der ältesten Beispiele moderner Friedhöfe unter Denkmalschutz gestellt.

## Geschichte
Nachdem die Verstorbenen des römischen Aquae Granni bereits außerhalb der damaligen Stadtgrenzen auf einer Brachfläche begraben worden waren, auf der später im 12. Jahrhundert die  Aachener Peterskirche errichtet wurde, war es üblich, die Toten ab dem frühen Mittelalter zunächst auf dem Münsterkirchhof in unmittelbarer Nachbarschaft des Aachener Münsters, und somit innerhalb der Stadtgrenzen beizusetzen. Später und mit zunehmender Einwohnerzahl begrub man die katholischen Bürger in der Nähe ihrer jeweiligen Gotteshäuser, bzw. innerhalb der Kirchen in speziell dafür eingerichteten Totenkellern. Dagegen wurden die evangelischen Bürger bereits seit 1605 außerhalb am Rande der äußeren Stadtmauer Aachens auf der Flur mit der Bezeichnung Am Güldenplan wenige 100 m vor dem Kölntor beerdigt, welcher dann später ab 1899 nicht mehr belegt wurde und seit 1945 ein Teil des Stadtgarten Aachens ist.
Erst nach dem Einmarsch der Franzosen im Rahmen des Ersten Koalitionskrieges und der damit einhergehenden Besetzung des linken Rheinufers sowie durch die Übertragung des Munizipalitätswesens auf das Arrondissement d’Aix-la-Chapelle ab 1794, wurde der allmähliche Wandel zu einer moderneren Begräbniskultur eingeleitet. Die Besatzungstruppen untersagten nun aus gesundheitlichen Gründen grundsätzlich die Benutzung von Friedhöfen innerhalb des Stadtgebietes. Noch vor dem offiziellen kaiserlichen Dekret von 1805, wurde daraufhin in Aachen bereits zwei Jahre zuvor beschlossen, ein neues Friedhofsareal circa 700 m östlich des Adalbertstores im Osten der Stadt für die katholische Bevölkerung zu erschließen.
Der Aachener Ostfriedhof wurde schließlich am 18. August 1803 eröffnet und unter der Verwaltung der Alexianer vom Alexianerkloster Aachen gestellt, die diese viele Jahrzehnte bis zur Gründung der kommerziellen Beerdigungsinstitute wahrgenommen haben. Er befindet sich östlich des Tores auf der nördlichen Seite des Adalbertsteinweges, einer ebenfalls zur napoleonischen Zeit erbauten Ausfallstraße Richtung Kornelimünster. Seit etwa dieser Zeit bürgerte sich im Volksmund auch die Bezeichnung Tolbetsleäm ein, die sich aus den Wörtern Tolbet und Leäm zusammensetzt. Tolbet bedeutet im Aachener Dialekt, dem Öcher Platt, einer Form der ripuarischen Sprachgruppe, Adalbert und weist auf die nahe dem Adalbertstor erbaute St.-Adalbertkirche hin. Leäm ist das Dialektwort für Lehm, und bezieht sich auf die Bodenverhältnisse des Friedhofareals. Aus dem Lehm des Adalbertsteinweges wurden zur damaligen Zeit Ziegel gebrannt.

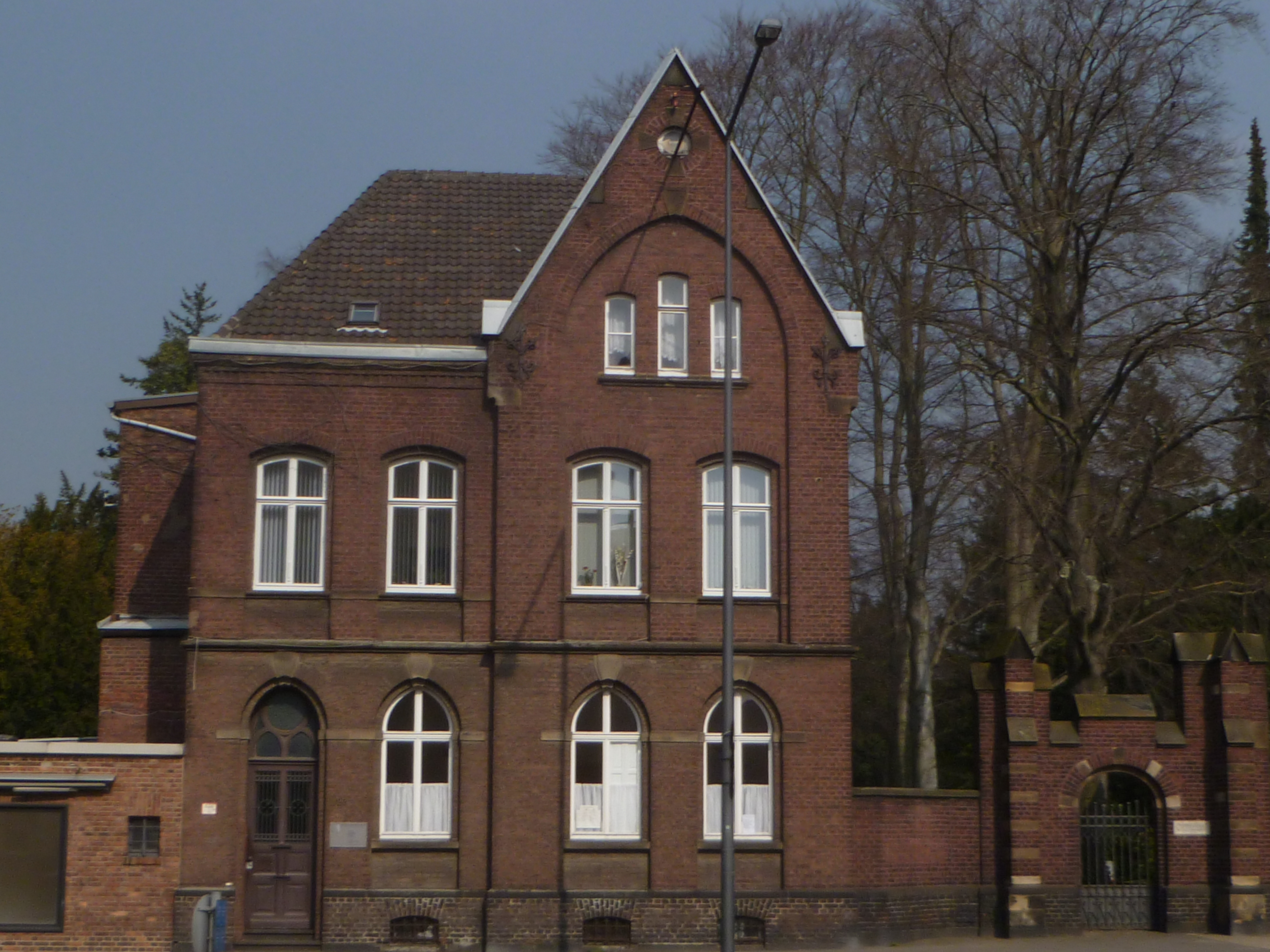
Dienstgebäude des Ostfriedhofs (nach Plänen von Joseph Laurent)

In den Jahren 1883, 1889 und 1933 wurde der Ostfriedhof deutlich erweitert, blieb aber zunächst im Zuständigkeitsbereich der Pfarren St. Adalbert, St. Peter und St. Foillan. Die verstorbenen Bürger der restlichen Aachener Pfarren wurden daraufhin ab 1889/1890 auf dem neu errichteten Aachener Westfriedhof beigesetzt. Darüber hinaus wurde im Jahre 1898 unmittelbar am Ostfriedhof die neue katholische Josefskirche fertiggestellt und geweiht. Im gleichen Zeitraum erhielt der Friedhof auch ein neues Dienstgebäude für den Friedhofinspektor im Stile der Neugotik und angepasst an die Formen von St. Josef nach Entwürfen des Aachener Stadtbaumeisters Joseph Laurent. Ab 1937 wurde schließlich auch die konfessionelle Bindung aufgehoben. Seit der Jahrhundertwende kam es auf Grund des verstärkten Interesses am Erwerb von Familiengräbern zu einer vermehrten Umwandlung von Reihen- in Privatgrabstätten. Dabei sorgten mehrere meist lokale Künstler, Steinmetze  und Bildhauer, wie beispielsweise Carl Esser, Wilhelm Pohl und Gustav Angelo Venth mit ihren jeweiligen individuell angefertigten Skulpturen für eine eindrucksvolle Gestaltung dieser Grabstätten.

## Gegenwart
Der größte Teil des Friedhofs wurde 1988 unter Denkmalschutz gestellt. Aufgrund der lehmigen Bodenverhältnisse sind seit dem 25. Januar 1989 nur noch Urnen-Beisetzungen erlaubt. Da der Ostfriedhof mittlerweile auch nicht mehr erweitert werden kann, wurde als Alternative die nahe Josefskirche im Rahmen einer größeren Aktion von Kirchenumwidmungen auf Grund sinkender Mitgliederzahlen in der Diözese Aachen zur Grabeskirche umgenutzt und dient seit 2006 als Kolumbarium für Urnenbestattungen.
Seit 2004 sorgt sich ein gemeinnütziger Förderverein um den Erhalt des Ostfriedhofes im Allgemeinen und um die Sicherung und Bewahrung alter historischer Grabstätten im Besonderen. Dazu dienen auch zahlreiche Informationsveranstaltungen und Führungen für die Bevölkerung sowie einzelne Projekte u. a. mit verschiedenen Schulklassen.

## Friedhofskapelle

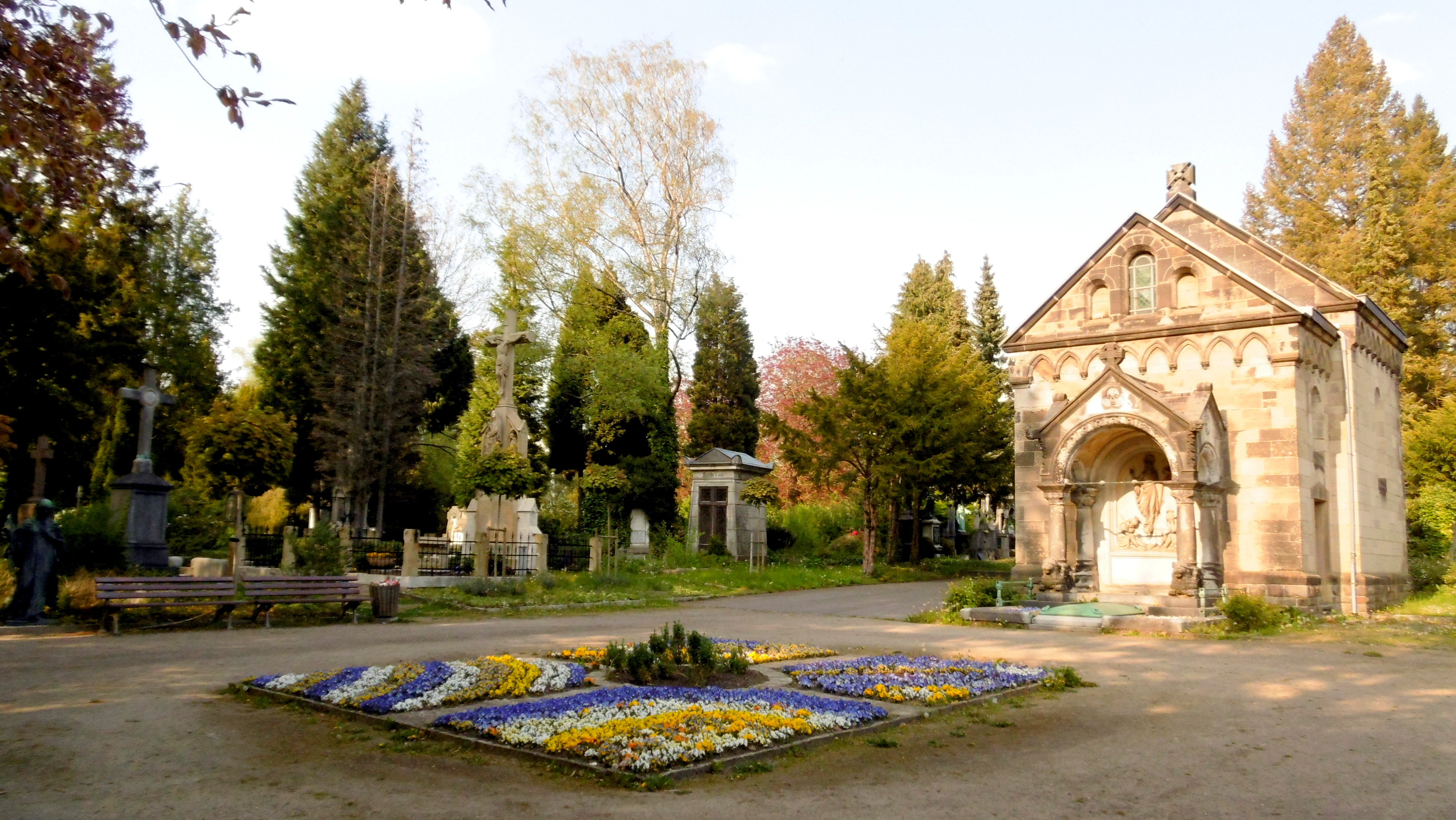
Friedhofskapelle mit Mausoleums

Die Friedhofskapelle des Ostfriedhofs ist eine Kopie der 1895 abgebrochenen Kapelle des Quirinus von Neuss auf dem Gut Melaten vor den Toren der Stadt, einem ehemaligen Aachener Siechenhaus. Bei der Neuanfertigung auf dem Ostfriedhof wurden Spolien aus der alten Kapelle verwendet. Heute dient der vordere Teil der Kapelle als Mausoleum.

## Grabstätten (Auswahl)

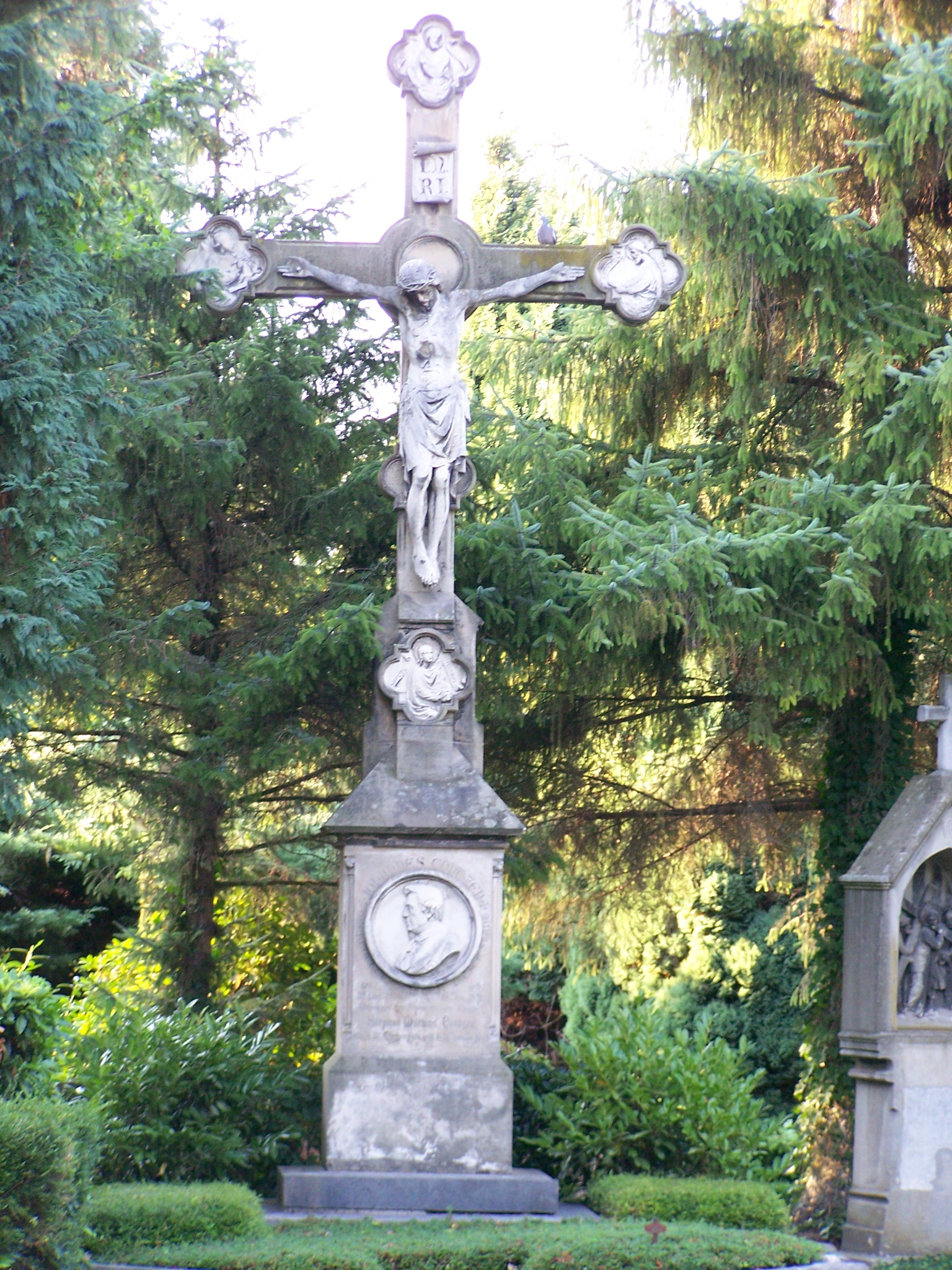
Grabstätte des früheren Oberbürgermeisters von Aachen Johann Contzen

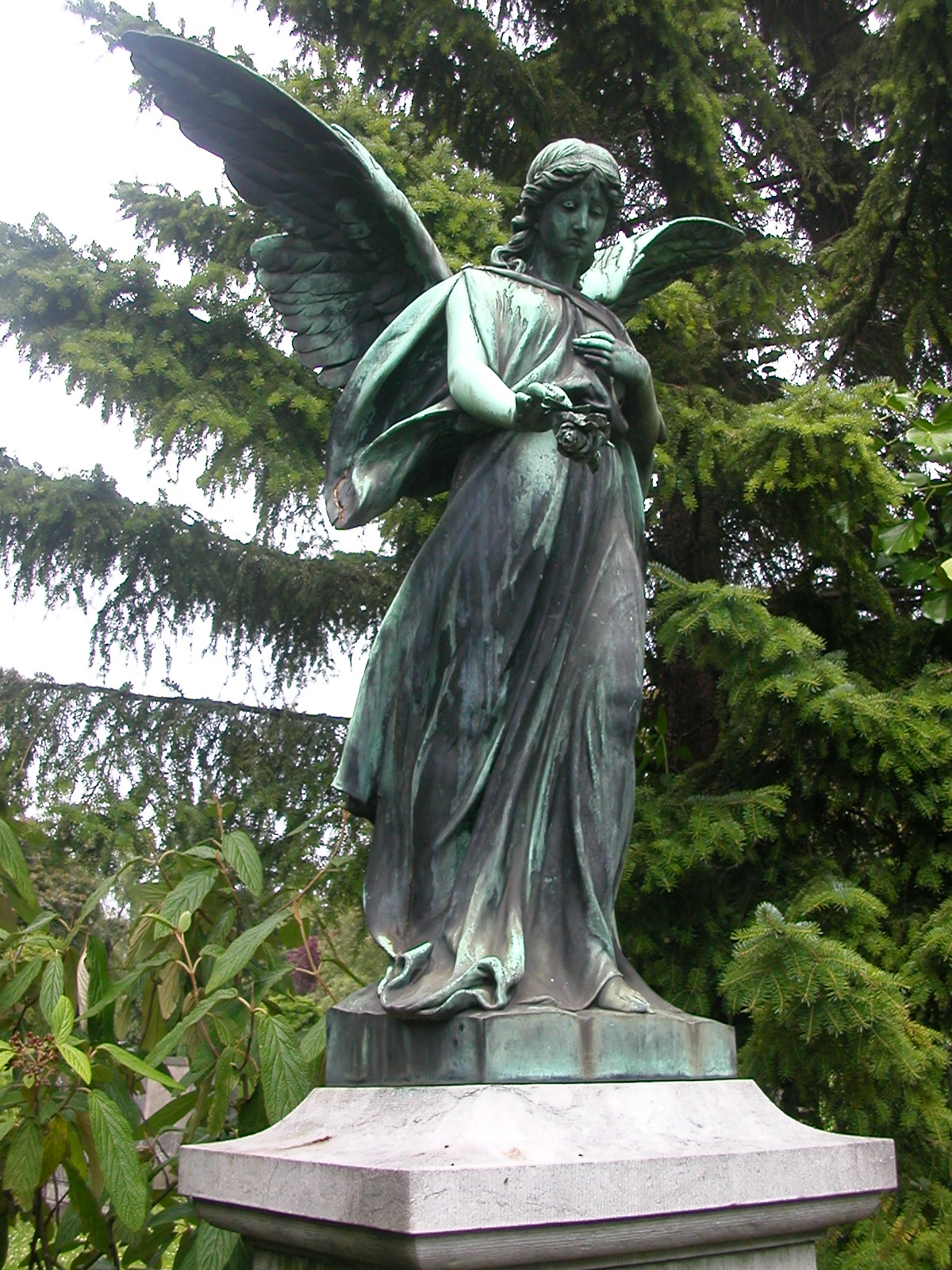
Engel-Darstellung in Galvanoplastik auf dem Grabmal Schöbel-Nadenau

Auf dem Aachener Ostfriedhof finden sich die letzten Ruhestätten von zahlreichen bedeutenden Aachener Persönlichkeiten der letzten 200 Jahre. So unter anderem:
- Friedrich Joseph Ark, Architekt und Aachener Stadtbaumeister
- Johann Baptist Joseph Bastiné, (Reihengrab), Gründer der Aachener Zeichenschule (nicht mehr vorhanden)
- Familie Joseph Beduwe, Fabrikantenfamilie für Feuerspritzen und Wasserpumpen, Glockengießerei
- Alfons Bellesheim, Stiftspropst und Kirchenhistoriker
- Marc-Antoine Berdolet, Bischof von Aachen
- Johann Arnold Bischoff, Tuchfabrikant und Handelsgerichtspräsident
- Heinrich Böckeler, katholischer Kirchenmusikdirektor
- Kurt Capellmann, Waggonfabrikant und Reitsportfunktionär
- Familie Cassalette, Inhaber und Betreiber der Aachener Kratzenfabrik Cassalette
- Alexander Classen, Chemiker und Begründer der analytischen Elektrolyse
- Erwin Classen, Verwaltungsbeamter und Landrat in Heinsberg und Aachen
- Friedrich Joseph Freiherr von Coels von der Brügghen, Landrat und Polizeidirektor des ehemaligen Stadtkreises Aachen
- Matthias Corr, Bildhauer
- Johann Peter Cremer, Aachener Baumeister
- Johann Contzen, Oberbürgermeister der Stadt Aachen
- Paul Dechamps, Textilfabrikant und Kommunalpolitiker
- Carl Gerard Dubusc, preußischer Staatsprokurator und Beigeordneter Bürgermeister der Stadt Aachen
- Edmund Emundts, Oberbürgermeister der Stadt Aachen
- Arnold Foerster, Botaniker und Entomologe
- Hermann Ariovist von Fürth, Rechtswissenschaftler und Mitglied des Deutschen Reichstages
- Theodor Freiherr Geyr von Schweppenburg, Beigeordneter Bürgermeister Aachens und Mitglied des preußischen Herrenhauses
- Joseph Greving, Kirchenhistoriker und Hochschullehrer
- Cornelius von Guaita, Nadelfabrikant und Bürgermeister der Stadt Aachen
- Joseph van Gülpen, Tuchfabrikant und Präsident der IHK Aachen
- Heinrich Hahn, Abgeordneter des preußischen Landtags und Gründer des deutschen Franziskus-Xaverius-Vereins
- Andreas Hansen, Aachener  Baumeister des Klassizismus
- Albert Heusch, Kratzenfabrikant und Zentrumspolitiker
- Gerd Heusch, Rechtsanwalt und Präsident von Alemannia Aachen
- Hermann Heusch, Oberbürgermeister der Stadt Aachen
- Quirin Jansen, Oberbürgermeister der Stadt Aachen
- Laurenz Jecker, Nadelfabrikant
- Peter Kaatzer, Buchhändler und Verleger
- Ferdinand Kinon, Glasfabrikant und erster deutscher Produzent von Verbund-Sicherheitsglas
- Felix Kreusch, Dombaumeister Aachen
- Hubert Krewinkel, sozialdemokratischer Politiker
- Felix Kuetgens, Direktor der städtischen Museen
- Henry Joseph Napoléon Lambertz, Gründer der Aachener Printenfabrik Lambertz
- Josef Laurent, Archivar und Bibliothekar der Stadtbibliothek Aachen
- Joseph Laurent, Stadtbaumeister in Aachen
- Bruno Lerho, Heimatkundler und Autor
- Adam Franz Friedrich Leydel, Architekt und Baumeister des Klassizismus
- Marita Loersch, Mitbegründerin des Sozialdienstes katholischer Frauen
- Viktor Monheim, Apotheker, Chemiker und Botaniker
- Joseph Müller, Philologe, Naturforscher und Mundartdichter
- Franz Nekes, Komponist und Kirchenmusiker
- Franz Carl Nellessen, Tuchfabrikant und Bürgermeister der Reichsstadt Aachen
- Leonhard Aloys Joseph Nellessen, katholischer Geistlicher und Verfechter des Ultramontanismus
- Friedrich August Neuman, Aachener Unternehmer
- Franz Oppenhoff, Oberbürgermeister der Stadt Aachen
- Theodor Oppenhoff, Landgerichtspräsident
- Peter Polis, Meteorologe und Direktor des Meteorologischen Observatoriums Aachen.
- Joseph Pützer, Schulleiter und Mitbegründer des VDI
- Christian Quix, Priester, Heimatforscher und Leiter der Stadtbibliothek
- Gerhard Rehm, Unternehmer, Spekulant und Stifter
- Alexander Reumont, Badearzt
- Alfred von Reumont, Historiker und Staatsmann
- Alfred von Reumont, Landrat im Kreis Erkelenz
- Alfred von Reumont, Oberst im Oberkommando der Wehrmacht
- Paul Röntgen, Metallurg und Rektor der RWTH Aachen
- Joseph La Ruelle, Verleger und Druckereibesitzer
- Bernhard Paul Friedrich Hugo von Scheibler, preußischer Landrat und Friedensrichter
- Franziska Schervier, Ordensschwester und Gründerin der Armen-Schwestern vom heiligen Franziskus
- Johann Gerhard Schervier, Unternehmer in der Messingindustrie und Politiker
- Johann Heinrich Schervier, Kaufmann und Politiker
- Michael Hubert Schmitz, Hofmaler, Zeichner und Grafiker
- Albert Schneiders, Architekt
- Carl Schneiders, Maler und Hochschullehrer
- Matthias Schollen, Kanzleirat und Mundartdichter
- Nikolaus Sebastian Simon, Präfekt im Département de la Roer
- Wilhelm Smets, Schriftsteller und Mitglied der Frankfurter Nationalversammlung`
- August Sträter, Mediziner und Kunstsammler
- Hermann Sträter, Verwaltungsbeamter und Landrat des Landkreises Aachen
- Carl Gustav Talbot, Waggonfabrikant
- Georg Talbot, Eisenbahningenieur und Fabrikant
- Richard Talbot, Eisenbahningenieur und Präsident der IHK Aachen
- Mathias Wilms, Politiker und Gewerkschafter
- August Witte, Goldschmied
- Bernhard Witte, Goldschmied
- Adolf Wüllner, Physiker und Rektor der RWTH Aachen

sowie die Grabfelder der

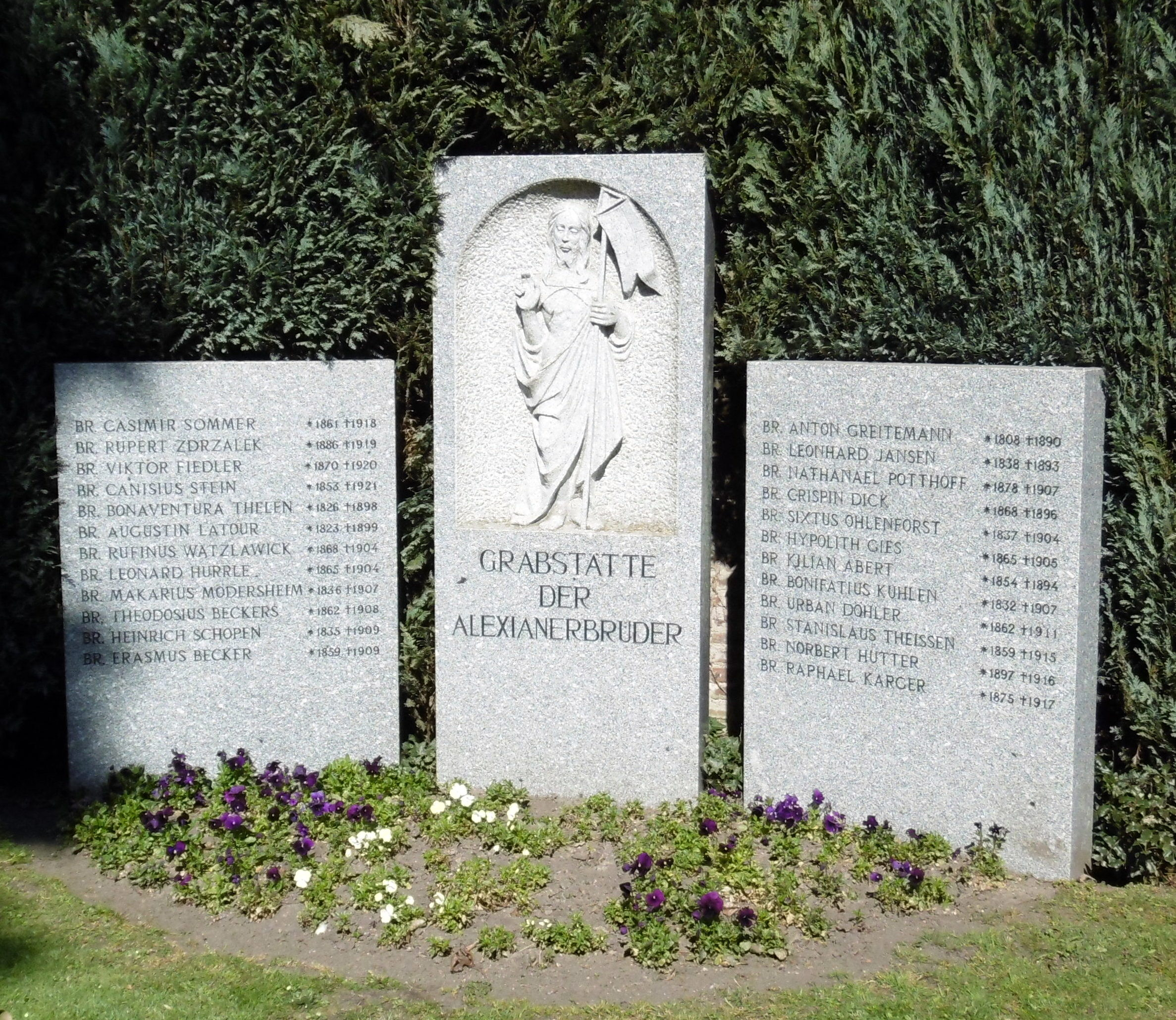
Grabstele der Alexianer Aachen

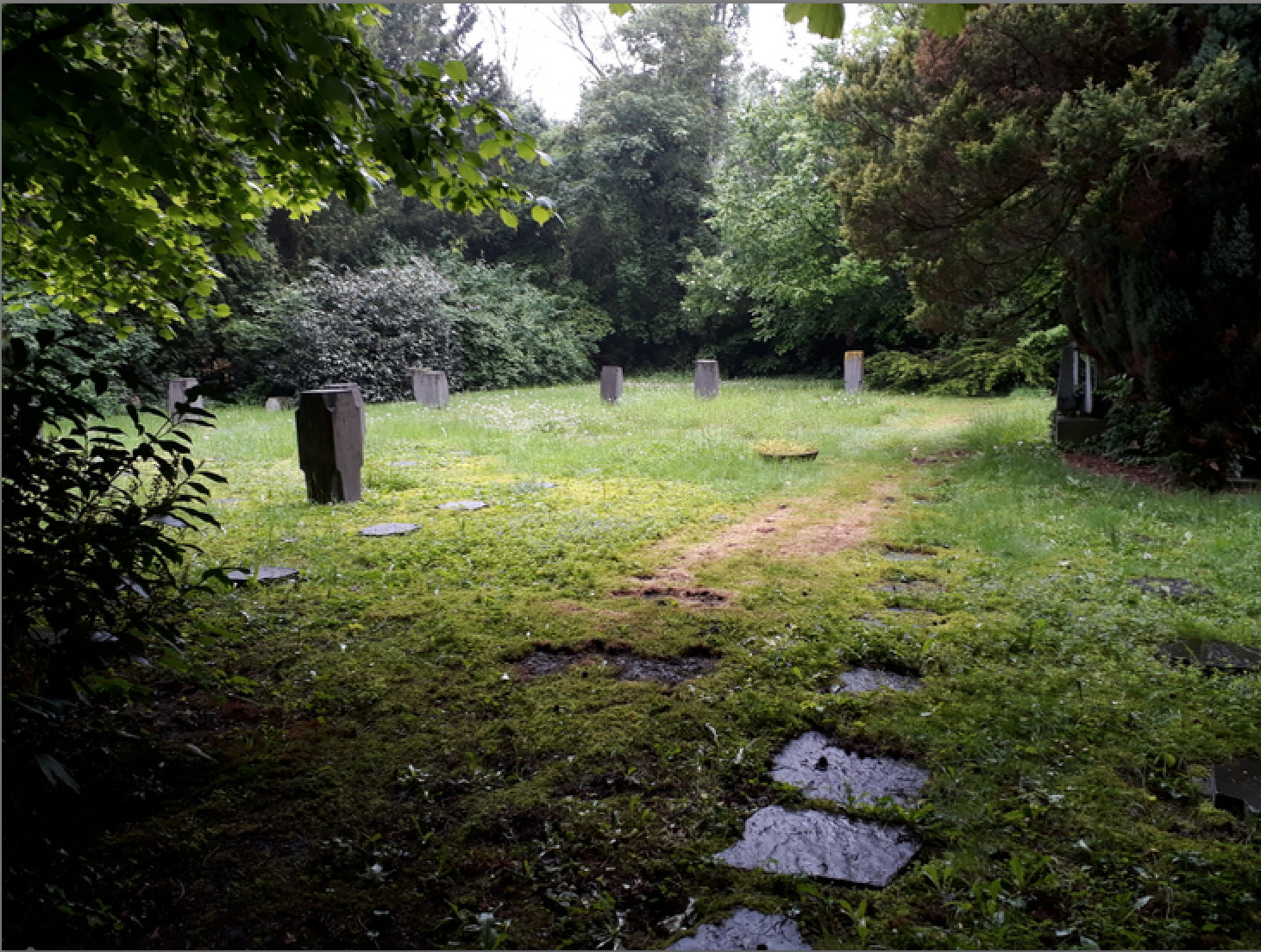
Gräberfeld der Armen-Schwestern vom heiligen Franziskus (Feld 5)

- Alexianer vom Alexianerkloster Aachen (bis 1917)
- Armen-Brüder des hl. Franziskus vom Johannes-Höver-Haus Aachen
- Armen-Schwestern vom heiligen Franziskus
- Christenserinnen
- Elisabethinnen
- Franziskaner vom Franziskanerkloster Aachen
- Jesuiten der Jesuiten-Kommunität Aachen
- Unbeschuhte Karmelitinnen vom Karmelitinnenkloster Aachen
- Redemptoristen vom Redemptoristenkloster Aachen
- Schwestern vom armen Kinde Jesus
- Schwestern vom Guten Hirten vom Kloster vom Guten Hirten Aachen
- Ursulinen vom St. Ursula Gymnasium
- Pfarrer der Herz-Jesu-Kirche